# 歐直AS355松鼠二型直升機
松鼠二型直升機AS355 Ecureuil 2 也稱Twin Squirrel 為一種法國雙引擎通用直升機。在美國使用TwinStar雙星為名銷售。该机许多部件，例如旋翼轴和旋翼桨毂、尾桨桨毂、伺服机构、座舱和着陆装置都和AS350完全一样，1979年9月28日原型机首次试飞。1980年10月获得法国民航总局的目视飞行型号合格证，1981年1月获得美国联邦航空局型号合格证。
旋翼采用三片旋翼，旋翼桨毂为玻璃纖維星形柔性桨毂，桨毂不采用普通的铰鍊，而采一个不需任何维护的橡胶、钢夹层结构的球形接头。
AS355F1改进型主要有3处改进：增加了一个旋翼超速报警装置，增加了一个层压调整片，从而加大了尾桨叶弦长；提高了传输给主减速器的最大功率。通过这些改进提高了最大起飞重量。

## 技術規格
参考资料：詹氏飛機年鑑 1988-89
基本信息
- 机组：1
- 容量：6

性能

## 外部連結
- Eurocopter's AS355 NP page
- AS355 Aerial Cinematography （页面存档备份，存于）